# 巴尔河畔维莱
巴爾河畔维莱（法語：Villers-sur-Bar，法語發音：[vilɛʁ syʁ baʁ]）是法国阿登省的一个市镇，属于色当区。

## 地理
巴尔河畔维莱（49°40'47"N, 4°50'59"E）面积5.45 平方千米，位于法国大東部大區阿登省，该省份为法国北部内陆省份，西接埃纳省，南至马恩省，东临默兹省，北与比利时接壤。
与巴尔河畔维莱接壤的市镇（或旧市镇、城区）包括：舍沃日、栋勒梅尼勒、栋什里、阿诺涅圣马丹、圣艾尼昂、弗里涅默兹。

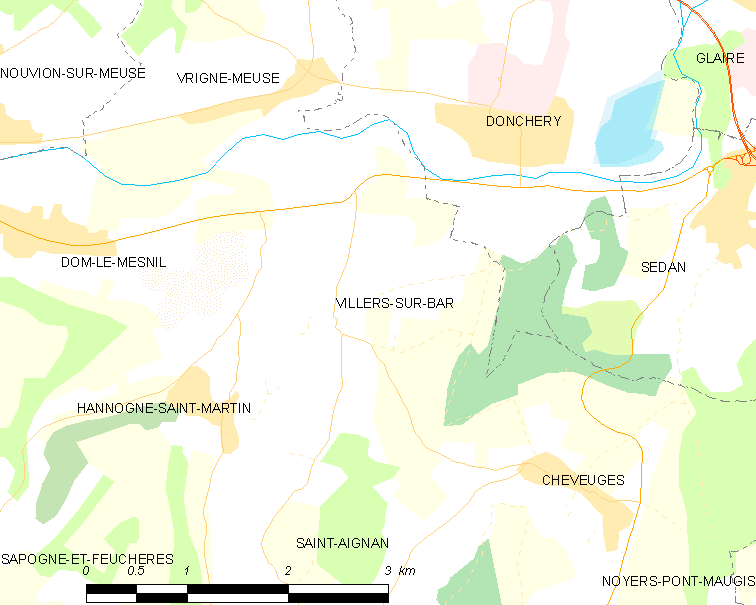
巴尔河畔维莱的OSM定位图

巴尔河畔维莱的时区为UTC+01:00、UTC+02:00（夏令时）。

## 行政
巴尔河畔维莱的邮政编码为08350，INSEE市镇编码为08481。

## 政治
巴尔河畔维莱所属的省级选区为色当第一县。

## 人口

1962-2008年间巴尔河畔维莱人口变化图示

巴尔河畔维莱于2022年1月1日时的人口数量为240人。